# Een barkie
Een barkie is een single van de Nederlandse rapgroep De Jeugd van Tegenwoordig uit 2013. Het stond in hetzelfde jaar als eerste track op het album “Ja, Natúúrlijk!”, waar het de tweede single van was, na De formule.

## Achtergrond
Een barkie is geschreven door Pepijn Lanen, Olliçio Locadia, Alfred Tratlehner en Bastiaan Bron en geproduceerd door Bron. Het is een nederhoplied dat gaat over uitgaan in Amsterdam. Hierbij geven ze honderd euro uit; een "barkie" is straattaal voor honderd euro. Het lied begint met de uitspraak "Leidse Plein, Leidse Square, Entertainment Area", hetgeen door de trambestuurders van Amsterdam wordt gezegd als men bij de tramhalte en het uitgaansgebied van Leidseplein aankomt. In het nummer is een solo met de synthesizer te horen door Bron. De single heeft in Nederland de gouden status.

## Hitnoteringen
De muziekgroep had in zowel Nederland als België bescheiden succes met het lied. In de Nederlandse Top 40 piekte het op de 36e plaats en was het twee weken in de lijst te vinden. Het kwam in de Nederlandse Single Top 100 tot de 53e plek en stond zes weken in de hitlijst. Er was geen notering in de Vlaamse Ultratop 50, maar het kwam tot de zevende positie van de Ultratip 100.